# NE-Z8000
O NE-Z8000 foi um microcomputador brasileiro, clone do Sinclair ZX81, comercializado sob forma de kit no início da década de 1980. Seu nome era composto pelo prefixo "NE", sigla da revista "Nova Eletrônica" que fornecia o produto e "Z8000", indicando que utilizava um microprocessador Zilog Z80A. 

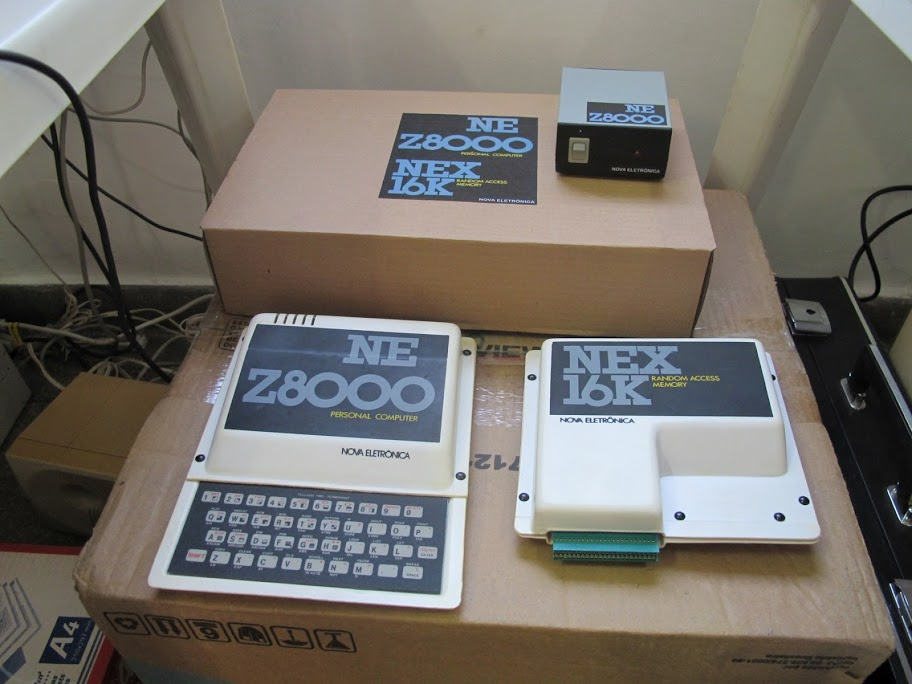
NE-Z8000 e expansão de memória de 16 Kb

## Características
- Memória:
  - ROM: 8 Kio
  - RAM: 1 Kio

- Teclado: teclado de membrana, 40 teclas
- Display:
  - 22 X 32 texto
  - 64 x 44 ("semi-gráfico")

- Expansão:
  - 1 slot (na traseira)
- Portas:
  - 1 saída para TV (modulador RF, canal 2/3 VHF)
  - Interface de cassete
- Armazenamento:
  - Gravador de cassete (300 bauds)